# Dolby Pro Logic

Logo của Dolby Surround

Dolby Pro Logic là công nghệ xử lý âm thanh vòm được Dolby Laboratories phát triển, được thiết kế để giải mã các bản nhạc được mã hóa với Dolby Surround. Dolby Stereo được Dolby phát triển vào năm 1976 cho các hệ thống âm thanh analog cho các rạp chiếu phim. Định dạng này được điều chỉnh để sử dụng tại nhà vào năm 1982 với tên Dolby Surround khi các VCR tiêu dùng có khả năng HiFi được đưa ra thị trường. Công nghệ này đã được cải thiện hơn nữa với hệ thống giải mã Pro-Logic vào năm 1987.
Dolby MP Matrix là hệ thống chuyên nghiệp đã mã hóa 4 kênh âm thanh phim thành 2 kênh. Bản nhạc này được sử dụng bởi hệ thống rạp hát Dolby Stereo trên bản in âm thanh nổi 35mm và được giải mã trở lại Surround 4.0 gốc. Bản nhạc stereo được mã hóa 4 kênh tương tự hầu như không thay đổi và được cung cấp cho người tiêu dùng dưới dạng "Dolby Surround" trên Video gia đình. Tuy nhiên, bộ giải mã Dolby Surround ban đầu vào năm 1982 là một bộ giải mã 3 kênh ma trận thụ động đơn giản: L / R và Mono Surround. Xung quanh được giới hạn ở 7 kHz. Nó cũng có Giảm tiếng ồn Dolby và độ trễ có thể điều chỉnh để phân tách kênh được cải thiện và để tránh rò rỉ hộp thoại và đến tai người nghe trước. Kênh trung tâm phía trước được chia đều giữa các kênh trái và phải để tái tạo trung tâm ảo. Điều này khác với hệ thống Stereo Dolby Stereo, sử dụng hệ thống lái chủ động và xử lý khác để giải mã kênh trung tâm cho hộp thoại và trung tâm tập trung vào hành động trên màn hình. Sau đó vào năm 1987, hệ thống giải mã Pro Logic được phát hành cho người tiêu dùng. Nó có tính năng giải mã gần như cùng loại với 4 bộ xử lý như bộ xử lý rạp hát Dolby Stereo với logic điều khiển chủ động và tách kênh tốt hơn nhiều (lên đến 30 dB) cũng như lần đầu tiên bao gồm đầu ra kênh trung tâm chuyên dụng. Nhiều bộ giải mã Pro Logic độc lập cũng bao gồm tùy chọn trung tâm ảo để tương thích với các rạp hát gia đình không được trang bị Logic Logic trước đó để phân chia tín hiệu kênh trung tâm sang loa L/R để tái tạo trung tâm ảo kế thừa.
Dolby Surround Pro Logic là tên đầy đủ dùng để chỉ định dạng và hệ thống giải mã vòm ma trận trong một. Khi nhạc nền Dolby Surround được tạo trong sản xuất bài [Ma trận Dolby MP], bốn kênh âm thanh được mã hóa ma trận thành một bản nhạc âm thanh nổi (hai kênh) thông thường. Kênh trung tâm được mã hóa bằng cách đặt nó bằng nhau trong các kênh trái và phải trừ 3 dB; và kênh xung quanh được mã hóa bằng các kỹ thuật dịch pha để lấy thông tin ngoài pha (LR). Kênh vòm thường được sử dụng cho âm thanh nền xung quanh trong bản ghi gốc, bài hát âm nhạc và các hiệu ứng.
Bộ giải mã / bộ xử lý Dolby Pro Logic "mở ra" nhạc nền trở lại cấu trúc surround 4.0 gốc — trái và phải, giữa và một dải tần số giới hạn duy nhất (7   kênh phía sau đơn tần thấp được lọc ) — trong khi các hệ thống thiếu bộ giải mã phát lại âm thanh dưới dạng âm thanh nổi tiêu chuẩn.
Mặc dù Dolby Surround được giới thiệu dưới dạng tương tự, nhưng tất cả các bộ giải mã Dolby Digital đều tích hợp bộ giải mã Dolby Surround Pro Logic được triển khai kỹ thuật số cho các tín hiệu âm thanh nổi kỹ thuật số mang âm thanh Dolby Surround được mã hóa ma trận. Một trong những chiếc đầu tiên là bộ thu và khuếch đại âm thanh vòm MSP400 của RCA cho thương hiệu Dimensia cao cấp của họ. Nó được phát hành vào năm 1987 cho Digital Command Component System.